# Robert Jazze Niederle

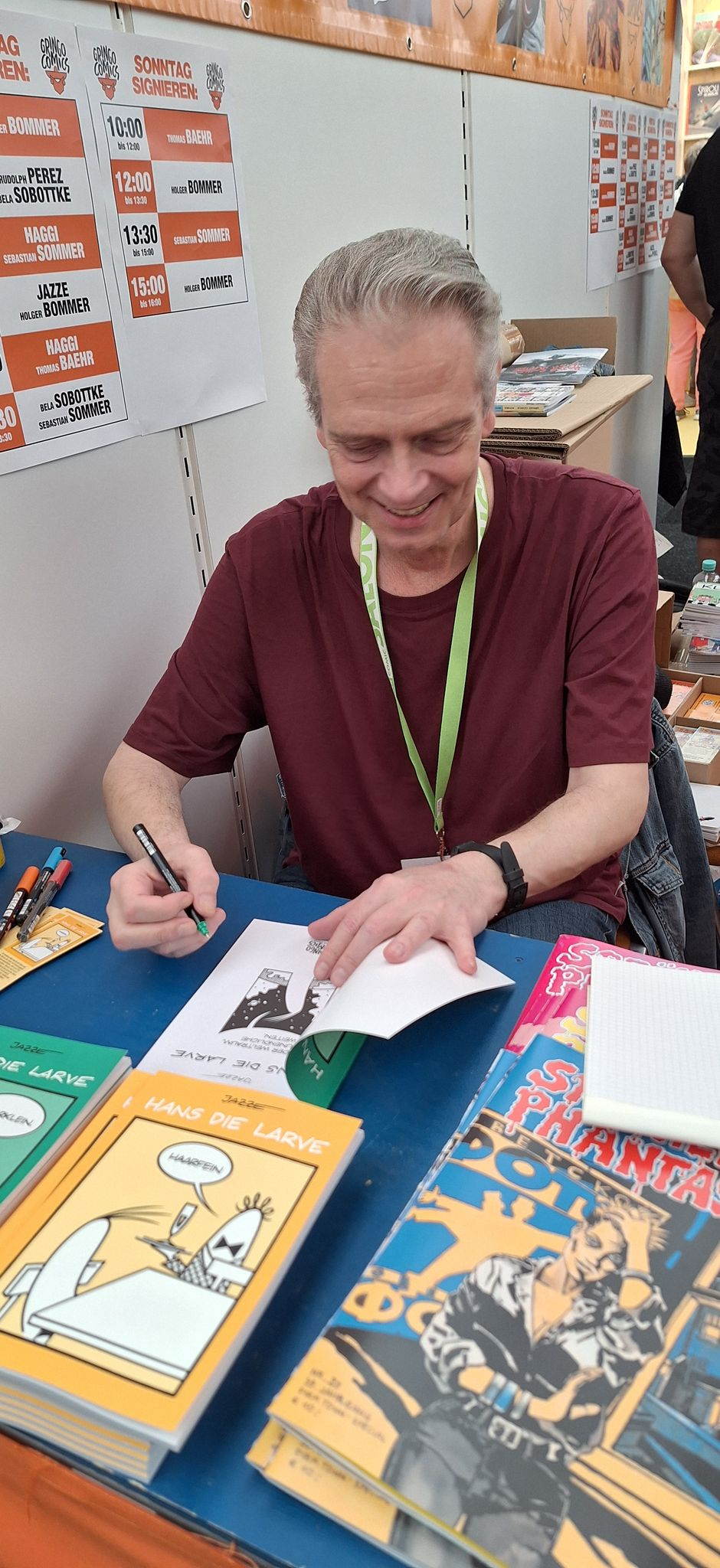
Robert Jazze Niederle signiert beim Comic Salon Erlangen 2024 die neueste Nummer seiner Serie "Hans die Larve"

Robert „Jazze“ Niederle (* 1964 in Wien) ist ein österreichischer Autor, Maler, Comiczeichner und -texter.

## Leben
Niederle beendete im Jahr 1986 seine Ausbildung an der Höheren Graphische Bundes-Lehr- und Versuchsanstalt in Wien. Ab 1987 veröffentlichte er Comics in den Magazinen Comic Forum, Fön-X, ALP, Wiener Journal und U-Comix. Er illustrierte für den Wiener und das von Helmuth A. Niederle herausgegebene Buch „Café Plem Plem – 15 Jahre Kabarett Erwin Steinhauer“. Er schrieb Texte für Heinz Wolf, Michael Wittmann, Nicolas Mahler, Peter Puck und Harm Bengen sowie für die Comicheftserie Austrian Superheroes.
Ab 1996 wendete er sich vermehrt der Malerei zu. Er arbeitete mit der bildenden Künstlerin Irene Andessner an dem Projekt „Wanda SM“ für „Graz 03 Kulturhauptstadt Europas“. Er war Gagschreiber fürs Fernsehen, woraus das Buch „Late Night News 2001“ entstand. Er veröffentlichte in den Jahren 2003 und 2004 die beiden Bände „50 – Literatur gezeichnet“, in denen er 100 Bücher der Weltliteratur satirisch kurz fasste. Der Verlag Gruner + Jahr veröffentlichte im Jahr 2006 eine polnische Ausgabe. Im gleichen Jahr erschien sein erster Roman „Oregano“. Werke von Niederle finden sich auch in der Internetinitiative „Comics gegen Rechts“.
Seit 2017 erscheint seine satirisch-minimalistische Comic-Serie "Hans die Larve" bei Gringo Comics.

## Werke

### Comicserien
- Privatdetektiv Elmer (Comic Forum, Fön-X, Ego)
- Hans die Larve (Wiener Journal)
- Francesco der Damenfriseur (ALP, mit Nicolas Mahler)
- Viktor der Vektor (ALP)

### Comicalben
- Sinnflut (Alpha Comic Verlag, 1989, Anthologie)
- Elmer 1 – Meat City (Comicothek, 1990)
- Comic Welten (Edition Comic Forum, 1992 mit Harald Havas)
- Elmer 2 – Sexmachine (Comicothek, 1994)
- Elmer 3 – No Fun (Comicothek, 1995)
- Hans die Larve "Haargenau" – (Gringo Comics, 2017)
- Hans die Larve 2 "Haarscharf!" – (Gringo Comics, 2020)
- Hans die Larve 3 "Haarklein" – (Gringo Comics, 2022)
- Hans die Larve 4 "Haarfein" – (Gringo Comics, 2024)

### Bücher
- Café Plem Plem – 15 Jahre Kabarett Erwin Steinhauer (Ueberreuter, 1989, Hrsg. Helmuth A. Niederle)
- Jetzt oder Nie – das saubere Witzbuch (Goldmann Verlag, 1991)
- Late Night News 2001 (Edition Neue Tendenzen, 2002)
- 50 – Literatur gezeichnet (Forum Verlag, 2003)
- 50 – Literatur gezeichnet 2 (Forum Verlag, 2004)
- Da lachte die Hyäne (Edition Neue Tendenzen, 2005)
- Mikstura (Gruner + Jahr, 2006)
- Oregano (Edition Neue Tendenzen, 2006)
- Nora (Edition Chateau, 2006)

### Ausstellungen und Ausstellungsbeteiligungen
- Der Forscher und seine Welt (Palais Palffy, 1993)
- Ehrlich Billig – Der Comic Supermarkt (Hamburger Altstadt, 1995)
- Die 4. Dimension (Hamburg Reeperbahn, 1997)
- Arbeiten auf Leinwand (Academia A Vida, 1997)
- Die Rückkehr des kosmischen Huhns (Academia A Vida, 1998)
- Wanda SM (Graz, 2003 mit Irene Andessner)